# Bohoslovecký institut svatého Vladimíra
Bohoslovecký institut svatého Vladimíra byl vyšší vzdělávací institut Ruské pravoslavné církve v zahraničí nacházející se v Charbinu.

## Historie
Dne 6. května 1927 byly v Charbinu otevřeny pastorační a teologické kurzy k přípravě kandidátů na kněžství. Do počtu skutečných studentů byly zahrnuty osoby, které absolvovaly střední školu. Předměty byly vyučovány podle programu 5. a 6. ročníků teologických seminářů. Kurzy měl na starost archimandrita Dimitrij (Vozněsenskij).
Dne 13. března 1929 byly rozhodnutím Archijerejského synodu Ruské pravoslavné církve v zahraničí schváleny kurzy jako řádný teologický vzdělávací institut.
Během období kurzů proběhly dva termíny promocí, poprvé úspěšně složilo zkoušku 14 studentů a podruhé 11.
V roce 1934 se několik světských a duchovních osob obrátilo na charbinské úřady s žádostí o otevření vyšší vzdělávací instituce pro ruskou mládež v Charbinu.
Dne 29. srpna 1934 se pastorační a teologické kurzy proměnily na teologickou fakultu Institutu sv. Vladimíra. Rektorem institutu byl podle jeho stanov vládnoucí biskup charbinské eparchie, kterým byl metropolita charbinský a mandžuský Meletij (Zaborovskij).
Studenti teologické fakulty absolvovali čtyřletý kurz. Na fakultu byli přijati jak studenti se středoškolským vzděláním tak i bez středoškolského vzdělání s jinými právy a povinnostmi. Existovala zde také korespondenční forma vzdělávání (dálková forma). Na konci získali studenti titul kandidáta bohosloví.
V prvních letech své existence se institut musel potýkat s vážnými finančními potížemi, v souvislosti s nimiž byl honorář profesorů velmi malý.
Výročním svátkem teologické fakulty byl 21. listopad - den archanděla Michaela a dalších nehmotných sil.
Součástí institutu byla také polytechnická fakulta a fakulta východní ekonomie. Roku 1938 byla úřady Mandžukua zavřena polytechnická fakulta a roku 1940 také fakulta východní ekonomie. Tyto fakulty se staly součástí nově vzniklé Severomandžuské univerzity. Teologická fakulta byla přejmenována na Bohoslovecký institut svatého Vladimíra.
Na institutu bylo 10-13 vyučujících. Učební plán byl vytvořen po vzoru teologických akademií, ke kterému byl přidán kurz orientálních studií a čínštiny. Sinologické oddělení ústavu se pod vedením profesora Ivana Timba zabývalo zdokonalováním překladů pravoslavných liturgických textů do čínštiny.
Roku 1938 převzal funkci rektora představený chrámu svatého Mikuláše protojerej Viktor Gurjev.
Vzdělání na institutu bylo hrazeno. Poplatek činil roku 1934 asi 50 chuanů a do roku 1945 se zvýšil na 150.
Roku 1946 byl tento institut uzavřen.

## Řízení

### Děkani a rektoři
- 1934–1938 děkan Vasilij (Pavlovskij)
- 1939–1940 rektor Viktor Gurjev
- 1940–???? rektor Aristarch Ponomarjov
- 1941–1945 děkan Ivan Ivanovič Kosťuček